# التلال لها عيون (فلم 1977)
التلال لها عيون (بالإنجليزية: The Hills Have Eyes) هو فيلم رعب تم إنتاجه في الولايات المتحدة وصدر سنة 1977، من بطولة مايكل بيريمان.

## القصة
عائلة تقود سيارتها في جنوب غرب الصحراء فيأخذون طريقا مختصرا يؤدي بهم إلى الوقوع بين عائلة من أكلة لحوم البشر الذين يمارسون العنف و يعيشون في الكهوف في التلال.

## الميزانية والإيرادات
كلف الفيلم ميزانية من 350,000 إلى 700,000 دولار وحقق أرباح تقدر بـ 25 مليون دولار.

## روابط خارجية
- مقالات تستعمل روابط فنية بلا صلة مع ويكي بيانات